# Gregor Gazvoda
Gregor Gazvoda (né le 15 octobre 1981 à Maribor) est un coureur cycliste et directeur sportif slovène. Professionnel entre 2004 et 2018, il a notamment remporté cinq fois le championnat de Slovénie du contre-la-montre.

## Biographie
En 2000, Gregor Gazvoda participe aux championnats du monde, à Plouay en France. Il y est 19e du contre-la-montre des moins de 23 ans. Il est à nouveau présent aux championnats du monde de 2001 à Lisbonne au Portugal. Il y prend la 16e place du contre-la-montre des moins de 23 ans. En 2002, il connait une troisième participation aux championnats du monde espoirs, à Zolder en Belgique. Il obtient la neuvième place du contre-la-montre et finit 72e de la course en ligne. Enfin, en 2003 à Hamilton au Canada, toujours en catégorie espoirs, il se classe 13e du contre-la-montre.
Gregor Gazvoda devient coureur professionnel en 2004 dans l'équipe Perutnina Ptuj.
Pour la saison 2012, il est recruté par l'équipe française AG2R La Mondiale grâce aux points qu'il a remportés en Asie, l'Iranien Amir Zargari et le Russe Boris Shpilevsky. En 2012, il réalise son premier grand tour, le Tour d'Italie.
Il arrête sa carrière, à l'issue de la saison 2018. Il devient ensuite directeur sportif des équipes Tirol KTM, puis Red Bull-Bora-Hansgrohe Rookies.

## Palmarès
- 2001
  -  Champion de Slovénie du contre-la-montre espoirs[8]
  - 3e du Grand Prix Krka
- 2002
  - 8e étape de l'Olympia's Tour
- 2003
  -  Champion de Slovénie du contre-la-montre espoirs[9]
  - 2e du championnat de Slovénie sur route espoirs[9]
- 2004
  - 2e du championnat de Slovénie du contre-la-montre
- 2005
  -  Champion de Slovénie du contre-la-montre
  - 7e étape du Tour de Cuba
- 2007
  -  Champion de Slovénie du contre-la-montre
- 2008
  -  Champion de Slovénie du contre-la-montre
  - 4e étape du Circuit des Ardennes
  - Velika Nagrada Ptuja
  - Tour of Vojvodina II
  - 3e du championnat de Slovénie sur route
- 2009
  - 2e du championnat de Slovénie du contre-la-montre
- 2010
  -  Champion de Slovénie du contre-la-montre
  - 2e étape du Tour du lac Qinghai
- 2011
  - Tour du lac Qinghai :
    - Classement général
    - 3e étape

  - Tour of Vojvodina I
  - 3e du championnat de Slovénie sur route
  - 6e de l'UCI Asia Tour
- 2012
  - 2e du championnat de Slovénie du contre-la-montre
- 2014
  -  Champion de Slovénie du contre-la-montre
- 2017
  - 2e du championnat de Slovénie du contre-la-montre

## Résultats sur les grands tours

### Tour d'Italie
1 participation
- 2012 : 134e

## Classements mondiaux
| Année            | 2005 | 2006 | 2007 | 2008 | 2009 | 2010 | 2011 | 2012 | 2013 | 2014 |
| ---------------- | ---- | ---- | ---- | ---- | ---- | ---- | ---- | ---- | ---- | ---- |
| UCI World Tour   |      |      |      |      |      |      |      | nc   |      |      |
| UCI America Tour | 245e |      |      |      |      |      |      |      | 218e |      |
| UCI Asia Tour    |      |      |      | 167e |      | 73e  | 6e   |      | 280e |      |
| UCI Europe Tour  | 397e | 897e | 289e | 117e | 713e | 618e | 168e |      |      | 789e |